# Casa de la Misericòrdia (València)
La Casa de la Misericòrdia, també coneguda simplement com La Misericòrdia, és un edifici localitzat en el carrer homònim del barri de La Fontsanta, a la ciutat de València i que actualment és un centre d'educació secundària, batxillerat i formació professional propietat de la Conselleria d'Educació de la Generalitat Valenciana. Al mateix temps, l'edifici alberga les instal·lacions a la ciutat de la Universitat Nacional d'Educació a Distància (UNED).

## Història
La primigènia Casa Hospici de Nostra Senyora de la Misericòrdia o Casa de la Misericòrdia fou creada per la Generalitat Valenciana de l'època foral i l'arquebisbat de València el 7 d'octubre de 1670. Es trobava situada a l'antiga moreria de València. A l'època contemporània, la propietat de la institució va passar a ser de la Diputació de València. El 1949 va ser enderrocada la casa original degut al perill estructural i l'institució fou ubicada de manera provisional a l'antic seminari del carrer Trinitaris a l'espera de la construcció d'un nou edifici.
L'actual Casa de la Misericòrdia es va començar a construir el 1948 per l'arquitecte de la Diputació Luis Albert Ballesteros. El 27 de maig de 1952 es traslladà la institució i el 10 d'octubre del mateix any s'efectuà la inauguració oficial amb la presència de Carmen Polo, esposa del cap d'estat, el general Franco. La institució benèfica va estar governada per la congregació de les filles de la Sagrada Família fins a l'any 1981, quan la Generalitat Valenciana va decidir que el model d'orfelinat de l'institució ja no era sostenible en l'actualitat.
En l'actualitat i des que ja no és un orfelinat religiós depenent de la Diputació, la Casa de la Misericòrdia alberga l'IES la Misericòrdia, així com la seu a València de la UNED. Un grup de professors del centre va crear una escape room basada en les històries no confirmades de morts i maltractament al centre durant la post-guerra espanyola.